# Barbastelle d'Asie
Barbastella leucomelas
Espèce
Statut de conservation UICN

 LC  : Préoccupation mineure
La Barbastelle d'Asie (Barbastella leucomelas) est une espèce de chauve-souris de la famille des Vespertilionidae.